# کالین گابینز
کالین گابینز (انگلیسی: Colin Gubbins; ۲ ژوئیهٔ ۱۸۹۶ – ۱۱ فوریهٔ ۱۹۷۶) فرد نظامی اهل بریتانیا بود. وی همچنین برندهٔ جوایزی همچون لژیون دونور (افسر) و صلیب نظامی شده‌است.